# Bruno Lebrun
Pour les articles homonymes, voir Lebrun.
Bruno Lebrun, né le 24 décembre 1956 à Houilles en Seine-et-Oise, est un haltérophile français.
Il dispute l'épreuve d'haltérophilie aux Jeux olympiques d'été de 1980 à Moscou où il termine non classé dans la catégorie des moins de 56 kg. Il soulève une barre de 105 kg à l'arraché mais ne parvient pas à valider l'une de ses trois tentatives à l'épaulé-jeté. Bruno Lebrun compte également quatre participations à des championnats du monde, cinq participations à des championnats d'Europe et il est quatre fois champion de France.

## Palmarès
- Jeux olympiques
  - Non classé en -56 kg (1980)

- Championnats du monde
  - 10e en -56 kg (1978)
  - 12e en -56 kg (1979)
  - Non classé en -56 kg (1980)
  - 10e en -56 kg (1981)

- Championnats d'Europe
  - 12e en -56 kg (1978)
  - 6e en -56 kg (1979)
  - 7e en -56 kg (1980)
  - 6e en -56 kg (1981)
  - 9e en -60 kg (1984)

- Jeux méditerranéens
  -  Médaille de bronze en moins de 56 kg aux Jeux méditerranéens de 1979

- Championnats de France
  - 5e en -56 kg (1976)
  -  en -56 kg (1977)
  -  en -56 kg (1978)
  -  en -56 kg (1979)
  -  en -60 kg (1980)
  -  en -56 kg (1982)
  -  en -60 kg (1983)
  -  en -60 kg (1984)